# New London Ship & Engine Company
La New London Ship and Engine Company (NELSECO) a été créée à Groton (Connecticut) en tant que filiale de l’Electric Boat Company pour fabriquer des moteurs diesel.

## Historique
Electric Boat a acquis une licence pour fabriquer des moteurs diesel MAN, probablement en 1909. Ceux-ci ont été initialement fabriqués par le chantier naval Fore River de Quincy, Massachusetts, où la plupart des premiers sous-marins d’Electric Boat ont été construits en sous-traitance. NELSECO a été créé à Groton pour reprendre la fabrication de moteurs diesel de Fore River lorsque des difficultés ont été rencontrées, achevant les travaux sur les moteurs commencés par Fore River. C’était une filiale de l’Electric Boat Company pendant toute son existence. Les sous-marins de classe E et F, lancés en 1911-1912, étaient initialement équipés de ces moteurs diesel. Ils ont été remplacés en 1915 car les efforts initiaux de NELSECO n’étaient pas satisfaisants,. La compagnie a été constituée le 11 octobre 1910, et la production a commencé en juillet 1911,.
La société a construit les moteurs du premier yacht à moteur diesel en Amérique, le Idealia, lancé par l’Electric Launch Company (Elco) en 1912. Le Idealia a appartenu à ELCO en 1916 et a été utilisé pour démontrer la possibilité d’application de moteurs diesel aux yachts,,. L’installation originale de l’Idealia était un moteur réversible à deux temps à démarrage pneumatique, avec six cylindres en marche et un cylindre de compression d’air à deux étages évalué à 150 chevaux à 550 tours par minute,. Le moteur original à deux temps a été remplacé par un moteur à quatre temps NELSECO de 120 chevaux en février 1915,.
La société a probablement été dissoute vers 1925, car le dernier sous-marin américain de classe S a été achevé cette année-là, et aucun sous-marin américain ultérieur n’a été équipé de moteurs NELSECO. Electric Boat a connu une traversée du désert dans les contrats de sous-marins entre 1918 et 1931, ce qui a probablement causé la disparition de NELSECO.

## Fondateurs
- Président : Lawrence York Spear
- Vice-président et directeur général : Frank Cable
- Vice-président : Gregory C. Davison[12]
- Secrétaire et trésorier : Henry R. Bond
- Réalisateurs : Isaac Rice, Elihu B. Frost, Stacey C. Richmond, William H. Reeves et T.A. Scott.

## Héritage
Nelseco Navigation Company (alias Interstate Navigation Co.) exploite un service de traversier vers Block Island dans le Rhode Island. Au moins deux traversiers ont été nommés NELSECO. L’un a été lancé en 1917 et mis au rebut vers 1972 et l’autre a été lancé en 1981 et mis au rebut vers 2010.